# Mitología de William Blake
El presente artículo aborda la mitología de William Blake, cuyos libros proféticos contienen una rica mitopoeia que este poeta y artista inglés inventó para codificar sus ideas espirituales y políticas revolucionarias en una profecía para una edad nueva. El deseo de recrear el Cosmos es el corazón de su trabajo y su psicología. Sus mitos a menudo describen la lucha entre ilustración y amor libre, por un lado, y entre educación restrictiva y moral, por el otro.

## La Caída de Albion

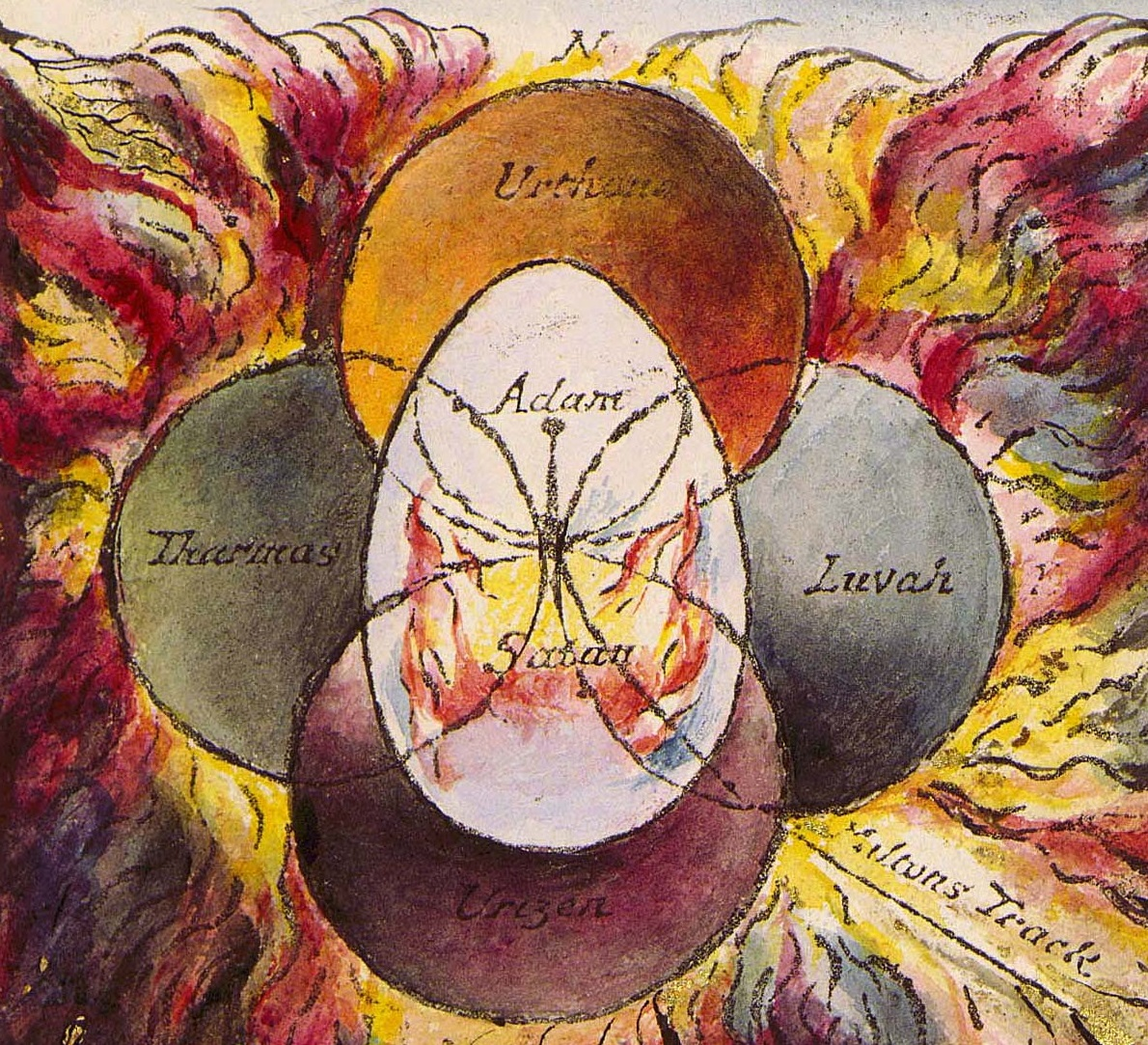
La relación de los cuatro Zoas, representada por William Blake en este grabado para Milton: a Poem.

La más larga elaboración de este ciclo mítico de la mitología propia de Blake fue también su poema más largo, The Four Zoas: The Death and Judgment of Albion The Ancient Man, escrito a finales de la década de 1790 pero dejado en forma de manuscrito al momento de su muerte. En este trabajo, Blake localiza la caída de Albion, quien era "originalmente cuádruple, pero fue autodividido". Este tema lo retomó más tarde, de manera más definitiva pero quizás menos directa, en sus otros trabajos proféticos épicos, Milton: a Poem y Jerusalem: The Emanation of The Giant Albion.
Albion aparece dividido en cuatro Zoas, todos ellos masculinos:
- Tharmas: Representa instinto y fuerza.
- Urizen: Razón, tradición; un dios cruel que se parece al Demiurgo gnóstico.
- Luvah: Amor, pasión y facultades emotivas; una figura mesiánica parecida a la figura de Cristo. Luvah también es conocido por el nombre de Orc en su forma más amorosa y rebelde.
- Urthona, también conocido como Los: inspiración e imaginación.

El panteón de Blake también incluye emanaciones femeninas que se han separado de un ser masculino integrado, así como la Eva bíblica surgió de su separación de Adán:
- La maternal Enion es una emanación de Tharmas.
- La celestial Ahania es una emanación de Urizen.
- La seductora Vala es una emanación de Luvah.
- La musical Enitharmon es una emanación de Urthona, también llamado Los.

La caída de Albion y su división en los Zoas y sus emanaciones son también los temas centrales de Jerusalem: The Emanation of The Giant Albion.
Rintrah, un descendiente de Urthona y Enitharmon, hace su primera aparición en The Marriage of Heaven and Hell, y personifica la ira revolucionaria. Más adelante apareció agrupado con otros espíritus de rebelión en el libro The Vision of the Daughters of Albion:
- El ruidoso y lujurioso Bromion (razón, pensamiento científico).
- El "lastimoso" Palamabron (lástima), hijo de Enitharmon y Los (también aparece en Milton).
- El mercenario torturado Theotormon (deseo/celos).

## La mitología y los libros proféticos
Los eruditos que estudian a Blake no han conseguido recuperar una versión perfeccionada del mito de Blake. Los personajes en estos mitos tienen que ser tratados más como una compañía de repertorio, capaces de dramatizar sus ideas (las cuales cambiaron, a lo largo de dos décadas). Por otro lado, las raíces psicológicas de su trabajo han sido reveladas, y son ahora mucho más accesibles (con estudio) de lo que lo eran hace un siglo.
America: a Prophecy es también uno de sus "trabajos proféticos". Aquí, el alma de América aparece como Oothoon.
Otros trabajos respecto de este panteón:
- El Libro de Urizen
- El Libro de Los
- El Libro de Ahania
- Visiones de las Hijas de Albion
- America: a Prophecy